# Черемохин, Иван Алексеевич
Ива́н Алексе́евич Черемохин (1915—1944) — командир батальона 42-го стрелкового полка 180-й стрелковой дивизии 51-го стрелкового корпуса 38-й армии Воронежского фронта, капитан. Герой Советского Союза.

## Биография
Родился 28 марта 1915 года в деревне Плосково ныне Мантуровского района Костромской области в семье крестьянина. Русский. Член ВКП(б) с 1941 года. Образование начальное. Работал в колхозе.
В 1937 году был призван в Красную Армию. Стал кадровым военным. Окончил в 1941 году курсы «Выстрел».
На фронте в Великую Отечественную войну с июля 1941 года. Воевал на Западном, Северо-Западном фронтах.
В марте 1942 года был ранен. После госпиталя воевал в составе 42-го стрелкового полка 180-й стрелковой дивизии командиром стрелковой роты. В январе 1943 года в наступательных боях на Воронежском фронте в ходе Воронежско-Касторненской операции исполнял обязанности командира батальона. За образцовое выполнение заданий командования и грамотное управление боевыми действиями батальона старший лейтенант Черемохин награждён орденом Отечественной войны 2-й степени. В дальнейшем принял командование батальоном.
В боях за Россошь и Харьков батальон Черемохина истребил не одну сотню гитлеровцев. На Курской дуге выстоял в оборонительных боях, а затем одним из первых перешёл в наступление. В сентябрьских наступательных боях батальон Черемохина бросали на самые трудные, ответственные участки. Комбат всегда отличался искусным манёвром и умением инициативно вести бой с противником, благодаря чему батальон и в наступлении имел незначительные потери. Особо отличился комбат Черемохин при форсировании реки Днепр и в боях на Лютежском плацдарме.
В ночь на 27 сентября 1943 года батальон под командованием капитана Черемохина форсировал Днепр в районе села Новые Петровцы. Под ураганным огнём противника роты на подготовленных заранее плавсредствах достигли правого берега реки и с ходу атаковали находящегося в передовых траншеях противника. Вслед за отступающими гитлеровцами штурмовые группы бросились вперед. После скоротечного рукопашного боя батальон Черемохина занял господствующую над местностью высоту, перерезав дорогу Лютеж — Киев и поставив под угрозу все близлежащие коммуникации противника на правобережье Днепра. За четыре дня боев бойцы батальона отбили несколько контратак врага. Гитлеровцы оставили перед позициями батальона капитана Черемохина более пятисот трупов но не смогли выбить наших бойцов с захваченной высоты.
Указом Президиума Верховного Совета СССР от 29 октября 1943 года за мужество и героизм проявленные при форсировании Днепра и в боях за расширение плацдарма капитану Ивану Алексеевичу Черемохину присвоено звание Героя Советского Союза с вручением ордена Ленина и медали «Золотая Звезда».
Заместитель командира полка майор Черемохин погиб в бою 25 августа 1944 года. Был похоронен на западной окраине города Бырлад.
Награждён орденами Ленина, Отечественной войны 2-й степени, медалями. Его имя носит улица в городе Мантурово.